# Elecciones generales de Austria de 1953
Las elecciones generales  de Austria de 1953 se celebraron el 22 de febrero de aquel año. Fueron las primeras elecciones al Consejo Nacional después de la Segunda Guerra Mundial en las que el Partido Socialista logró convertirse en la primera fuerza política. El Partido Popular de Austria, no obstante, se mantuvo por estrecho margen como primera fuerza política en número de escaños. 
La gran coalición entre los dos partidos continuó con Julius Raab reemplazando a Leopold Figl como Canciller de Austria, quien tuvo que renunciar después de enfrentar las críticas de su propio partido. Adolf Schärf asumió como Vicecanciller en representación del Partido Socialista.

## Resultados
|                         |                                                          |           |      |         |       |
| Partido                 | Partido                                                  | Votos     | %    | Escaños | +/–   |
|                         | Partido Socialista de Austria                            | 1.818.517 | 42.1 | 73      | +6    |
|                         | Partido Popular Austríaco                                | 1.781.777 | 41.3 | 74      | -3    |
|                         | Partido Electoral de los Independientes                  | 472.866   | 10.9 | 14      | –2    |
|                         | Partido Comunista de Austria                             | 228.159   | 5.3  | 4       | –1    |
|                         | Acuerdo Bipartidista del Centro                          | 5.809     | 0.1  | 0       | Nuevo |
|                         | Partido Demócrata Cristiano                              | 3.668     | 0.1  | 0       | Nuevo |
|                         | Partido Social Cristiano y Personalidades No Partidistas | 3.029     | 0.0  | 0       | Nuevo |
|                         | Demócratas Libres                                        | 2.573     | 0.1  | 0       | Nuevo |
|                         | Asociación de Monárquicos Austriacos                     | 1.210     | 0.0  | 0       | Nuevo |
|                         | Republicanos Nacionales e Independientes Austriacos      | 1.054     | 0.0  | 0       | Nuevo |
|                         | Partido Patriótico Austriaco                             | 26        | 0.0  | 0       | 0     |
|                         | Votos en blanco/nulos                                    | 76.831    | –    | –       | –     |
| Total                   | Total                                                    | 4.395.519 | 100  | 165     | 0     |
| Fuente: Nohlen & Stöver |                                                          |           |      |         |       |